# Nodul Hidrotehnic Coștei
Nodul Hidrotehnic Coștei este un sistem hidrotehnic de derivare amplasat la ramificarea canalului de descărcare Timiș - Bega din râul Timiș. Din punct de vedere administrativ, N.H. Coștei se află în Județul Timiș, pe raza comunei Coșteiu.
Nodul hidrotehnic a fost construit în anul 1758. Scopul lui este de a direcționa în vreme de secetă apele râului Timiș în Canalul Bega, pentru ca acesta din urmă să aibă un debit constant.
Nodul hidrotehnic este compus dintr-un baraj deversor amplasat pe râul Timiș și un canal care pornește din Timiș în amonte de barajul deversor. Pe acest canal a fost amplasată o casă baraj care are scopul de a controla debitul de apă care este direcționat spre Canalul Bega. Sistemul a fost conceput de inginerul olandez Maximilian Fremaut.
Nodul Hidrotehnic Coștei este unul din cele cinci noduri hidrotehnice administrate de Direcția Apelor Banat. Este singurul sistem hidrotehnic amplasat pe râul Timiș, celelalte patru noduri hidrotehnice fiind construite pe Bega:
- Nodul Hidrotehnic Topolovăț - Cu rol de derivare
- Nodul Hidrotehnic Timișoara - Cu rol de biefare
- Nodul Hidrotehnic Sânmihaiu Român - Biefare și navigație
- Nodul Hidrotehnic Uivar - Biefare și Navigație

Barajul are o lungime la coronament de 130 m și o înălțime de 10.5 m. Barajul de pe Timiș este un baraj deversor cu prag lat de anrocamente în căsoaie de lemn umplute cu piatră brută. În anul 1998 întreg nodul hidrotehnic a fost avariat în urma viiturilor. Au apărut o serie de infiltrații, eroziuni și breșe în corpul brajului. Paramentul s-a prăbușit în aval iar dalele de beton au fost dislocate.

## Importanță
Nodul Hidrotehnic Coștei are o deosebit de mare importanță pentru zona Banatului de câmpie. În primul rând lucrările hidrotehnice din Coștei alimentează cu apă Canalul Bega, astfel scade probabilitatea ca municipiul Timișoara să fie afectat de secetă. Totodată suplimentarea debitului de apă din Timiș în Bega este favorabil și navigației pe Canalul Bega, aceasta putându-se desfășura pe toate perioada anului. Prin barajul deversor construit pe Timiș, viiturile de pe acest râu pot fi controlate, astfel că localitățile din aval de baraj sunt protejate într-o oarecare măsură de inundații neprevăzute. Faptul că barajul asigură un nivel constant al apei în amonte, facilitează alimentarea cu apă a municipiului Lugoj. Nu în ultimul rând, atunci când debitele râului Timiș înregistrează valori deosebit de mari, o parte din ape pot fi direcționate pe Canalul Bega, astfel că riscul inundării localităților din amonte de Coștei scade.